# 1562

## Události
- 4. - 5. dubna – Bitva u Sečan
- Mikuláš z Bubna kupuje hrad Litice od potomků Václava Okrouhlického z Kněnic.
- Jiří Melantrich z Aventina v Praze vydává první české vydání Mattioliho herbáře

### Probíhající události
- 1545–1563 – Tridentský koncil
- 1558–1583 – Livonská válka
- 1562–1598 – Hugenotské války

## Narození
- 12. ledna – Karel Emanuel I. Savojský, vévoda savojský († 26. července 1630)
- 20. ledna – Ottavio Rinuccini, italský básník a operní libretista († 28. března 1621)
- 24. dubna – Sü Kuang-čchi, čínský vědec a úředník († 8. listopadu 1633)
- 22. května – Anna Marie Bádenská, manželka Viléma z Rožmberka († 25. dubna 1583)
- 25. listopadu – Lope de Vega, španělský dramatik a básník († 27. srpna 1635)
- prosinec – John Dowland, anglický hudební skladatel a loutnista († 20. nebo 21. ledna 1626)
- ? – Jan Pieterszoon Sweelinck, nizozemský varhaník a hudební skladatel († 16. října 1621)
- ? – Bento de Góis, portugalský misionář a cestovatel († 11. dubna 1607)
- ? – Giovanni Garzia Millini, italský kardinál († 2. října 1629)
- ? – John Bull, anglický renesanční skladatel († 1628)
- ? – Kao Pchan-lung, čínský neokonfuciánský filozof a politik († 1626)

## Úmrtí
- 9. ledna – Akihisa Amago, japonský vojevůdce (* 8. března 1514)
- 12. července – Jiří Hartman I. z Lichtenštejna, kníže (* 1513)
- 5. října – Anna z Rogendorfu, česká šlechtična (* asi 1500)
- 18. října – Petr z Alkantary, španělský světec (* 1499)
- ? – Christoph Amberger, německý portrétista (* 1505)
- ? – Fabián Puléř, český renesanční malíř (* kolem 1520)
- ? – Gülfem Hatun, druhá manželka osmanského sultána Sulejmana I. (* 1497)

## Hlavy států
- České království – Ferdinand I.
- Svatá říše římská – Ferdinand I.
- Papež – Pius IV.
- Anglické království – Alžběta I.
- Francouzské království – Karel IX.
- Polské království – Zikmund II. August
- Uherské království – Ferdinand I.
- Osmanská říše – Sulejman I.
- Perská říše – Tahmásp I.